# كيكيرتات
كيكيرتات (بالجرينلاندية: Qeqertat)، قرية صغيرة تقع في منطقة كاناك ببلدية كاسويتسوب شمال جرينلاند التابعة لمملكة الدنمارك. بلغ عدد سكانها 33 نسمة عام 2010.

## السكان
فيما يلي عدد سكان كيكيرتات خلال 19 عاماً.